# New Effington
New Effington ist ein Dorf im Roberts County im US-Bundesstaat South Dakota. New Effington hat eine Fläche von 0,7 km². Das U.S. Census Bureau hat bei der Volkszählung 2020 eine Einwohnerzahl von 234 ermittelt.

## Geschichte
Um 1911 wurden Gerüchte laut, eine Eisenbahnlinie solle durch die Gegend des damaligen „Effington“, etwa fünf Meilen nordöstlich des späteren New Effington, führen. Den Farmern in der Gegend wurde angeboten, dieses Vorhaben mit 200 US-Dollar pro Quartal zu unterstützen. Das Angebot wurde mehrfach angenommen, da es den Farmern die Möglichkeit in Aussicht stellte, ihre Produkte leichter über längere Entfernungen transportieren zu können. 1913 entstand die Eisenbahnstrecke, die von Fairmont in North Dakota nach Veblen in South Dakota führte. Allerdings lag diese südwestlich der ursprünglichen Siedlung. Deren Einwohner zogen um in Richtung der Bahnstrecke und der Ort wurde nunmehr New Effington genannt.

## Demografische Daten
Das durchschnittliche Einkommen eines Haushalts liegt bei 20.909 USD, das durchschnittliche Einkommen einer Familie bei 28.125 USD. Männer haben ein durchschnittliches Einkommen von 20.313 USD gegenüber den Frauen mit durchschnittlich 18.125 USD. Das Pro-Kopf-Einkommen liegt bei 16.055 USD. 22,1 % der Einwohner und 11,1 % der Familien leben unterhalb der Armutsgrenze. 25,8 % der Einwohner sind unter 18 Jahre alt und auf 100 Frauen ab 18 Jahren und darüber kommen statistisch 80,2 Männer. Das Durchschnittsalter beträgt 42 Jahre (Stand: 2000).